# Salpingogaster cothurnata
Salpingogaster cothurnata är en tvåvingeart som beskrevs av Jacques-Marie-Frangile Bigot 1884. Salpingogaster cothurnata ingår i släktet Salpingogaster och familjen blomflugor. Inga underarter finns listade i Catalogue of Life.